# East Peru
East Peru és una població dels Estats Units a l'estat d'Iowa. Segons el cens del 2000 tenia 153 habitants.

## Demografia
Segons el cens del 2000, East Peru tenia 153 habitants, 53 habitatges, i 46 famílies. La densitat de població era de 62,8 habitants/km².
Dels 53 habitatges en un 35,8% hi vivien nens de menys de 18 anys, en un 75,5% hi vivien parelles casades, en un 7,5% dones solteres, i en un 13,2% no eren unitats familiars. En l'11,3% dels habitatges hi vivien persones soles el 3,8% de les quals corresponia a persones de 65 anys o més que vivien soles. El nombre mitjà de persones vivint en cada habitatge era de 2,89 i el nombre mitjà de persones que vivien en cada família era de 3,09.
Per edats la població es repartia de la següent manera: un 30,1% tenia menys de 18 anys, un 5,9% entre 18 i 24, un 26,8% entre 25 i 44, un 24,2% de 45 a 60 i un 13,1% 65 anys o més.
L'edat mediana era de 34 anys. Per cada 100 dones de 18 o més anys hi havia 109,8 homes.
La renda mediana per habitatge era de 32.083 $ i la renda mediana per família de 32.083 $. Els homes tenien una renda mediana de 35.000 $ mentre que les dones 20.750 $. La renda per capita de la població era de 14.756 $. Entorn del 13,3% de les famílies i el 19,1% de la població estaven per davall del llindar de pobresa.

## Poblacions més properes
El següent diagrama mostra les poblacions més properes.